# Бисао
Бисао (порт. Bissau), или Бисау, је главни град афричке државе Гвинеја Бисао. У граду живи 492.004 становника према подацима из 2015. Град се налази на ушћу реке Геба у Атлантски океан. Географске координате града Бисао су 11° 52' сгш и 15° 36' згд. 
Бисао је највећи град Гвинеје-Бисао, највећа лука, и административни центар. Центар града је још увек недовољно изграђен. Град је познат по традиционалном карневалу. Главни извозни производи су: кикирики, дрвна грађа, копра, палмино уље, и гума.

## Историја
Град су основали Португалци 1687. као утврђење и центар за трговину. Године 1942, постао је престоница Португалске Гвинеје. Једно време престоница је била у граду у којем је проглашена независност Гвинеје-Бисао, Мадина до Бое (1973—1974). 

## Географија

### Клима
Бисау има климу тропске саване (Кепен Aw), која није довољно влажна да би се квалификовала као тропска монсунска клима (Am), али је много влажнија од већине климе тог типа.
Скоро да нема кише од новембра до маја, али током преосталих пет месеци у години град добије око 2.000 mm (79 in) кише.
| Клима Бисаоа, Гвинеја-Гисао (1974-1994)                 | Клима Бисаоа, Гвинеја-Гисао (1974-1994) | Клима Бисаоа, Гвинеја-Гисао (1974-1994) | Клима Бисаоа, Гвинеја-Гисао (1974-1994) | Клима Бисаоа, Гвинеја-Гисао (1974-1994) | Клима Бисаоа, Гвинеја-Гисао (1974-1994) | Клима Бисаоа, Гвинеја-Гисао (1974-1994) | Клима Бисаоа, Гвинеја-Гисао (1974-1994) | Клима Бисаоа, Гвинеја-Гисао (1974-1994) | Клима Бисаоа, Гвинеја-Гисао (1974-1994) | Клима Бисаоа, Гвинеја-Гисао (1974-1994) | Клима Бисаоа, Гвинеја-Гисао (1974-1994) | Клима Бисаоа, Гвинеја-Гисао (1974-1994) | Клима Бисаоа, Гвинеја-Гисао (1974-1994) |
| Показатељ \ Месец                                       | .Јан.                                   | .Феб.                                   | .Мар.                                   | .Апр.                                   | .Мај.                                   | .Јун.                                   | .Јул.                                   | .Авг.                                   | .Сеп.                                   | .Окт.                                   | .Нов.                                   | .Дец.                                   | .Год.                                   |
| ------------------------------------------------------- | --------------------------------------- | --------------------------------------- | --------------------------------------- | --------------------------------------- | --------------------------------------- | --------------------------------------- | --------------------------------------- | --------------------------------------- | --------------------------------------- | --------------------------------------- | --------------------------------------- | --------------------------------------- | --------------------------------------- |
| Апсолутни максимум, °C (°F)                             | 36,7 (98,1)                             | 38,3 (100,9)                            | 38,9 (102)                              | 41,1 (106)                              | 39,4 (102,9)                            | 35,6 (96,1)                             | 33,3 (91,9)                             | 32,8 (91)                               | 33,9 (93)                               | 34,4 (93,9)                             | 35,0 (95)                               | 35,6 (96,1)                             | 41,1 (106)                              |
| Максимум, °C (°F)                                       | 31,1 (88)                               | 32,8 (91)                               | 33,9 (93)                               | 33,3 (91,9)                             | 32,8 (91)                               | 31,1 (88)                               | 29,4 (84,9)                             | 30,0 (86)                               | 30,0 (86)                               | 31,1 (88)                               | 31,7 (89,1)                             | 30,6 (87,1)                             | 31,5 (88,7)                             |
| Просек, °C (°F)                                         | 24,4 (75,9)                             | 25,6 (78,1)                             | 26,6 (79,9)                             | 27,0 (80,6)                             | 27,5 (81,5)                             | 26,9 (80,4)                             | 26,1 (79)                               | 26,4 (79,5)                             | 26,4 (79,5)                             | 27,0 (80,6)                             | 26,9 (80,4)                             | 24,8 (76,6)                             | 26,3 (79,3)                             |
| Минимум, °C (°F)                                        | 17,8 (64)                               | 18,3 (64,9)                             | 19,4 (66,9)                             | 20,6 (69,1)                             | 22,2 (72)                               | 22,8 (73)                               | 22,8 (73)                               | 22,8 (73)                               | 22,8 (73)                               | 22,8 (73)                               | 22,2 (72)                               | 18,9 (66)                               | 21,1 (70)                               |
| Апсолутни минимум, °C (°F)                              | 12,2 (54)                               | 13,3 (55,9)                             | 15,6 (60,1)                             | 16,7 (62,1)                             | 17,2 (63)                               | 19,4 (66,9)                             | 19,4 (66,9)                             | 19,4 (66,9)                             | 19,4 (66,9)                             | 20,0 (68)                               | 15,0 (59)                               | 12,8 (55)                               | 12,2 (54)                               |
| Количина кише, mm (in)                                  | 0,5 (0,02)                              | 0,8 (0,031)                             | 0,5 (0,02)                              | 0,8 (0,031)                             | 17,3 (0,681)                            | 174,8 (6,882)                           | 472,5 (18,602)                          | 682,5 (26,87)                           | 434,9 (17,122)                          | 194,8 (7,669)                           | 41,4 (1,63)                             | 2,0 (0,079)                             | 2.022,8 (79,637)                        |
| Сунчани сати — месечни просек                           | 248                                     | 226                                     | 279                                     | 270                                     | 248                                     | 210                                     | 186                                     | 155                                     | 180                                     | 217                                     | 240                                     | 248                                     | 2.707                                   |
| Извор #1: Sistema de Clasificación Bioclimática Mundial |                                         |                                         |                                         |                                         |                                         |                                         |                                         |                                         |                                         |                                         |                                         |                                         |                                         |
| Извор #2: World Climate Guides (sunshine only)          |                                         |                                         |                                         |                                         |                                         |                                         |                                         |                                         |                                         |                                         |                                         |                                         |                                         |

## Становништво
| Година       | 2007    | 2015    |
| ------------ | ------- | ------- |
| Становништво | 407.424 | 492.004 |

## Образовање
Главне средњошколске институције у Бисаоу су Национални лицеј Кваме Н'Крумах и Адвентистичка школа Бетел-Бисау. Главне високошколске установе у граду су Универзитет Амилкар Кабрал, Католички универзитет Гвинеје Бисао и Универзитет Жан Пијажа у Гвинеји Бисао.
Град Бисао још увек има две међународне школе:
- Португалска школа Гвинеје Бисао
- Португалска школа корак по корак

## Привреда
Бисао је највећи град у земљи, главна лука, образовни, административни, индустријски и војни центар. Кикирики, тврдо дрво, копра, палмино уље, млечни производи и гума су главни производи. Бисао је такође главни град рибарске и пољопривредне индустрије у земљи.

## Партнерски градови
- Тајпеј[10]
- Агеда
- Дакар
- Лисабон
- Хавана
- Праја
- Агадир
- Луанда
- Синтра
- Чунгкинг
- Анкара[11]